# Herb Sutter

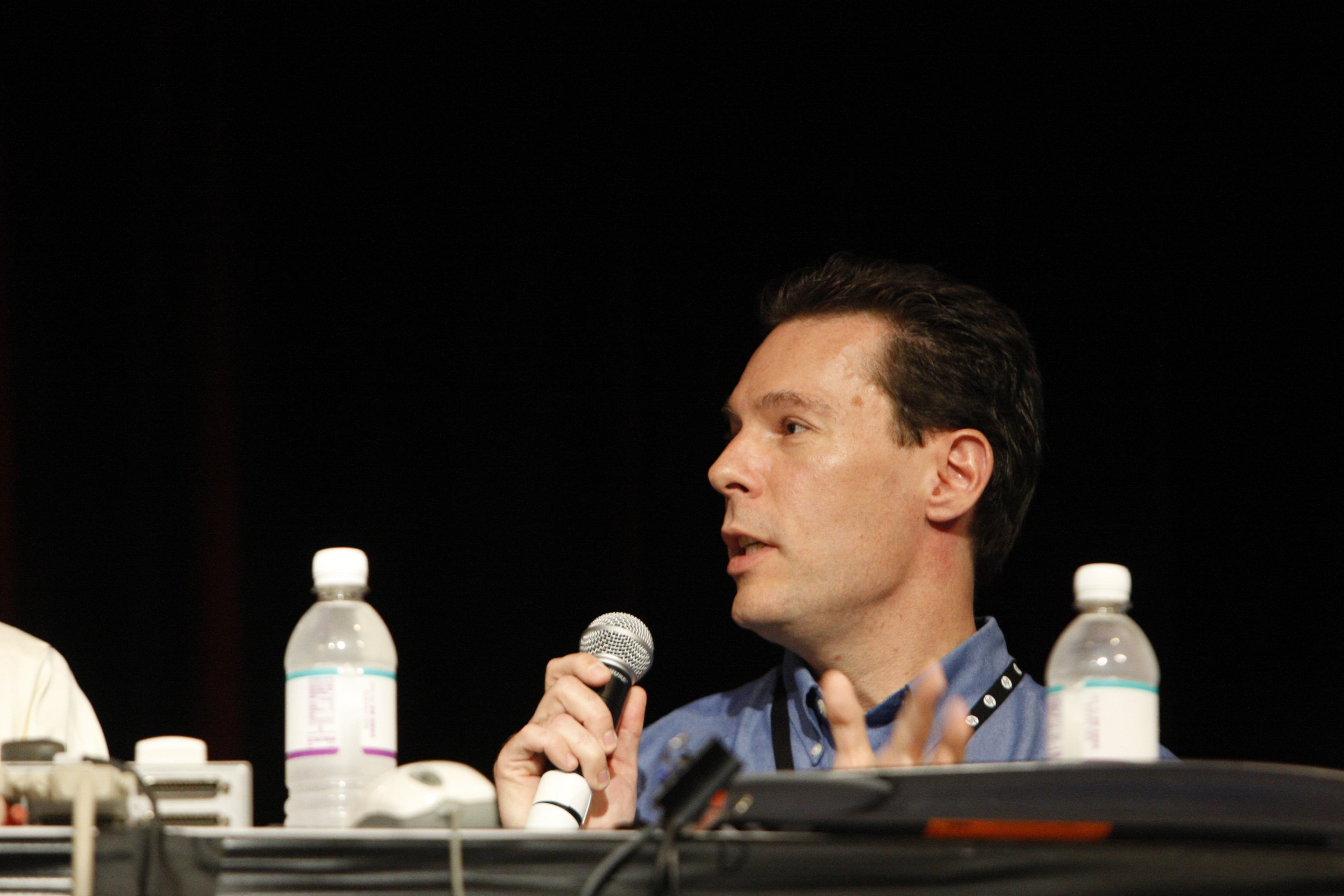
Herb Sutter

Herb Sutter ist ein kanadischer Informatiker.

## Leben
Sutter ist ein international anerkannter Experte für die Programmiersprache C++. Er ist Vorsitzender des ISO-C++-Standardisierungskomitees und arbeitet als Software-Architekt für Citadel Securities. Bekannt wurde er vor allem durch die „Guru of the Week (GotW)“-Serie, die mögliche Problemstellungen bei der Arbeit mit C++ behandelt. Die GotW-Serie wurde 1997 in der Newsgroup comp.lang.c++.moderated gestartet. Er ist außerdem Buchautor und Kolumnist.

## Veröffentlichungen
- Exceptional C++, Addison-Wesley, 2000, ISBN 0-201-61562-2
- More Exceptional C++, Addison-Wesley, 2002, ISBN 0-201-70434-X
- Exceptional C++ Style, Addison-Wesley, 2005, ISBN 0-201-76042-8
- C++ Coding Standards, zusammen mit Andrei Alexandrescu; Addison-Wesley, 2005, ISBN 0-321-11358-6
- Sutter, Herb: The Free Lunch Is Over. A Fundamental Turn Toward Concurrency in Software. In: Dr. Dobb's Journal. Band 30, Nr. 3 (gotw.ca [abgerufen am 24. Februar 2017]).